# Rohan Wight
Rohan Wight (30 de gener de 1997) és un ciclista australià, que s'ha especialitzat en el ciclisme en pista. El 2017 es proclamà Campió del món en Persecució per equips.

## Palmarès en pista
- 2015
  -  Campió del món júnior en Madison (amb Kelland O'Brien)
  -  Campió del món júnior en Persecució per equips (amb Kelland O'Brien, Alex Rendell i James Robinson)
- 2017
  -  Campió del món en Persecució per equips (amb Cameron Meyer, Sam Welsford, Nick Yallouris, Alexander Porter i Kelland O'Brien)
  -  Campió d'Austràlia en Madison (amb Alexander Porter)

### Resultats a laCopa del Món
- 2015-2016
  - 1r a Hong Kong, en Persecució per equips

## Palmarès en ruta
- 2015
  -  Campió d'Austràlia júnior en contrarellotge